# 윤리·정치학 아카데미
윤리·정치학 아카데미(프랑스어: Académie des sciences morales et politiques 아카데미 데 시앙스 모랄 제 폴리티크[*], ASMP)는 프랑스 학술원을 구성하는 5개의 아카데미 중 하나이다. 1795년 설립하여 1803년 폐지되었다가 장관이자 아카데미 회원인 프랑수아 기조의 영향으로 1832년 재설립된 윤리 · 정치학 아카데미는 인문과학과 사회과학을 관할하는 프랑스의 가장 오래된 기관이다. 몽테스키외의 정신 아래 놓인 윤리 · 정치학 아카데미의 역할은 사회에 속한 인간의 삶을 과학적으로 서술하여, 그 가장 좋은 형태를 정부에게 발의하는 것이다.

## 구성
아카데미 회원은 기존 회원들에 의해 선출된다. 총 50명으로 구성되며, 회원의 전공에 따라 여섯 부서로 세분화된다.
- I : 철학
- II : 윤리 및 사회학
- III : 법제론, 공법, 법리학
- IV : 정치경제학, 통계학, 재정학
- V : 역사, 지리학
- VI : 일반 부서, 이전에는 "자유 회원"으로 불림